# Sorex mirabilis
Sorex mirabilis là một loài động vật có vú trong họ Chuột chù, bộ Soricomorpha. Loài này được Ognev mô tả năm 1937.